# Medaille voor de Verdediging van Moskou
De Medaille voor de Verdediging van Moskou (Russisch: "Медаль «За оборону Москвы»") is een onderscheiding van de voormalige Sovjet-Unie.
De ronde Medaille voor de Verdediging van Moskou werd ingesteld in een Decreet van het Presidium van de Opperste Sovjet van 4 mei 1944. Het terugdringen van de aanvallende Duitse troepen op de heuvels vlak ten westen van Moskou was een van de beslissende gevechten in de Tweede Wereldoorlog.
Stalin heeft op het laatste moment besloten om in Moskou te blijven en dat heeft bijgedragen aan het moreel van de verdedigers van de stad. Officieel toegekend voor zijn "bijdrage aan de heroïsche verdediging van de stad" en "de organisatie van de nederlaag die de Duitsers voor Moskou werd toegebracht". In werkelijkheid bleef Stalin ver van het front. Medaille nummer 00001 werd op 20 juli 1944 aan Stalin uitgereikt.